# 海島市政廳

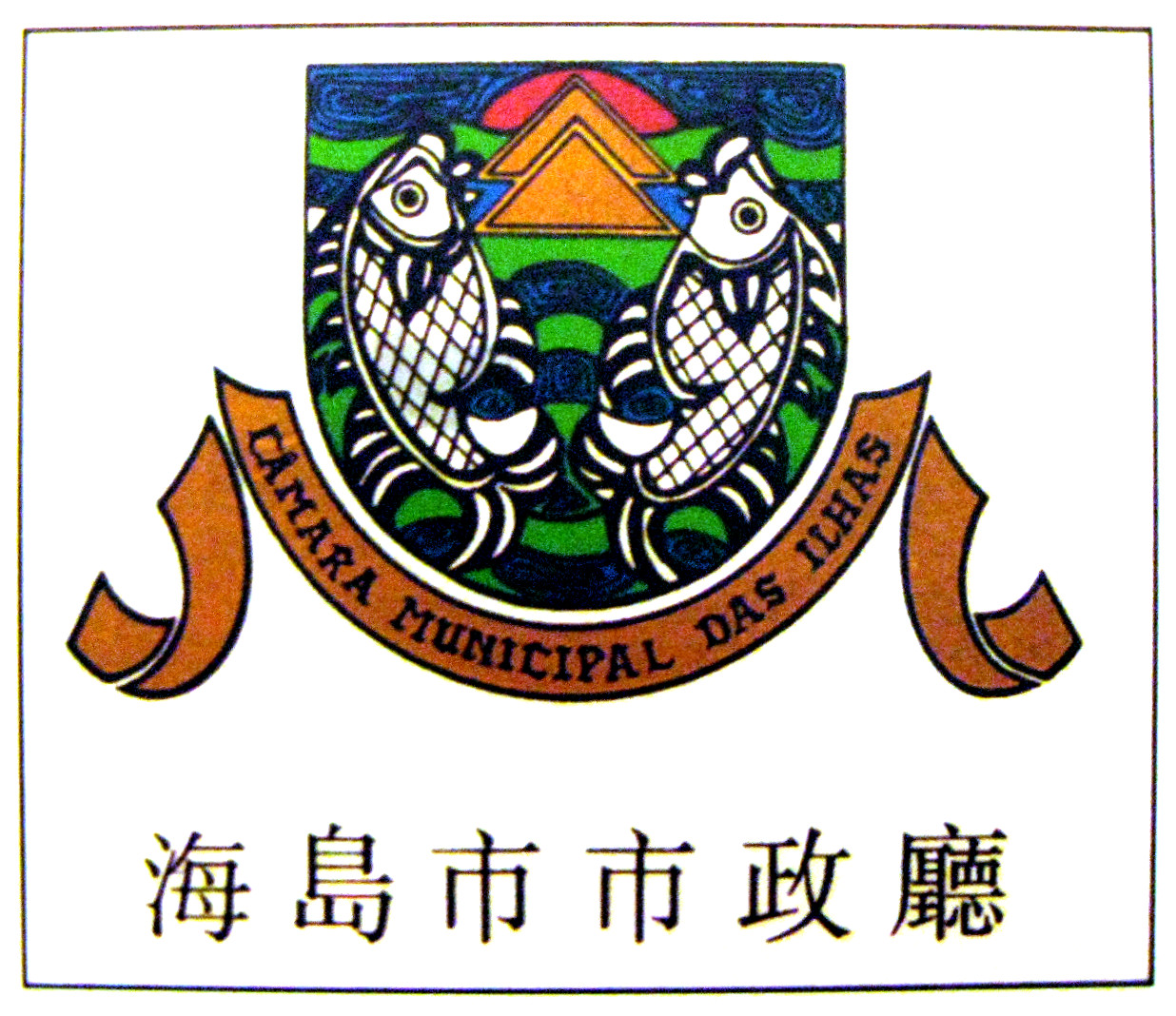
海島市政廳廳徽

海島市政廳（葡萄牙語：Câmara Municipal das Ilhas，縮寫为），本名海島市市政廳，是葡萄牙管治澳門時期，澳葡政府轄下的一個機關，負責管理海島市（氹仔及路環）的市政事務。

## 歷史
1878年開始，葡萄牙當局在氹仔成立海島市，設置「海島市市政廳」。
自澳門特區成立後，海島市政廳被易名為「臨時海島市政局」。2002年1月1日，該局被撤銷，由新成立的民政總署所取代。